# Catedral de San Patricio y San Felim (Cavan)
La Catedral de San Patricio y San Felim (en inglés: Cathedral of Saint Patrick and Saint Felim) también conocida como la catedral de Cavan, es una catedral católica ubicada en Cavan, Irlanda. Es la sede del obispo de Kilmore, y la iglesia madre de la Diócesis de Kilmore. En 1152, la Diócesis de Kilmore fue establecida formalmente por el cardenal Giovanni Paparoni en el sínodo de Kells. En 1454, el papa Nicolás V dio permiso para que la antigua iglesia en Kilmore (fundada en el siglo VI por San Felim) para ser la iglesia catedral de la diócesis Kilmore.
Durante la Reforma, la diócesis católica perdió la posesión de la catedral y todas las otras temporalidades y pasó a manos de la Iglesia de Irlanda. En 1938 la construcción de la actual catedral comenzó, y se terminó en 1942 bajo el obispo Patrick Lyons. W.H. Byrne e hijo fueron los artífices de la nueva catedral, y el contratista fue John Sisk e hijo. El costo total de construcción de la catedral fue 209 000 £. La catedral fue dedicada a San Patricio y San Felim en 1942 y consagrada en 1947. Seis vidrieras de los estudios de Harry Clarke se añadieron a la catedral en 1994.